# シロン空港
シロン空港（シロンくうこう、ヒンディー語: शिल्लोंग एअरपोर्ट、英語: Shillong Airport) は、インドのメーガーラヤ州アムロイにある空港。

## 概要
当空港はメーガーラヤ州シロンから30km離れた場所にあるアムロイに位置しており、アムロイ空港とも呼ばれている。1960年代半ばから建設が始まり、1970年代半ばから運用が開始された。現在の滑走路を延長し、ナローボディーのジェット機に対応できるようにし、駐機場も建造予定である。

## 乗入れ航空会社及び就航路線
| 航空会社           | 就航地     |
| ------------------ | ---------- |
| アライアンス・エア | コルカタ   |
| エア・デカン       | アガルタラ |